# Jan Cartens
Johannes Hendrikus Joseph (Jan) Cartens (Roosendaal, 25 mei 1929 – aldaar, 25 april 2007) was een Nederlandse schrijver en dichter.

## Biografie
Jan Cartens was de tweede van drie zoons. Zijn ouders waren Urbanus Hubertus Cartens (1886-1971, spoorwegmachinist) en Petronella Adriana Heck (1896-1987) en zijn broers zijn Harry (Hendrikus) en Ad (Adrianus).
Jan Cartens studeerde aan de School voor Taal- en Letterkunde te Den Haag. Hij gaf als docent Nederlands les onder meer aan het Lodewijk Makeblijde College in Rijswijk, aan de Katholieke Leergangen te Tilburg en aan het Newmancollege te Breda.
Hij is begraven te Roosendaal (begraafplaats Zegestede aan de Rucphensebaan) op 1 mei 2007.

## Werken
- Jan Engelman (1960)
- "Orpheus en het Lam" (1965)
- Dat meisje uit München (1975)
- De thuiskomst (1976)
- Vroege herfst (1978)
- Het kwade hart, en andere liefdesverhalen (1979)
- Een Roomsche jeugd (1980)
- Gestorven te Reykjavik (1981)
- De verleiding (1983)
- Monsters gratis (1984)
- Een papieren glimlach (1985)
- Maagdenbruiloft (1987)
- Het verraad van Nausikaä (1989)
- Een indringer (1990)
- De bekentenis (1993)
- De roze bisschop (1994)
- Oorlogsbruid (1995)
- Van katholieke huize: vrome tijden en later jaren (2000)
- Voetsporen van mijn moeder (2002)
- De verloren tuin (2004)
- De ontdekking van Venus (2006)
- Zonder woorden zijn we voortgegaan (vroege verzen)